# Biläsuvar (distrikt)
Biläsuvar (azerbajdzjanska: Biləsuvar rayonu, 1938–1991: Puşkin rayonu; ryska: Пушкинский район: Pusjkinskij rajon) är ett distrikt (rajon) i Azerbajdzjan. Det ligger i den sydöstra delen av landet, 160 kilometer sydväst om huvudstaden Baku. Antalet invånare är 94 400. Arean är 1 397 kvadratkilometer.
Terrängen i distriktet Biläsuvar är platt åt nordost, men åt sydväst är den kuperad.
Följande samhällen finns i distriktet Biläsuvar:
- Biläsuvar (distriktshuvudort)
- Bağbanlar
- Äsgärabad
- Ismätli
- Amankänd
- Zähmätabad
- Aşağı Cüräli
- Ağayrı
- Ovcubärä